# Diecezja Uruguaiana
Diecezja Uruguaiana (łac. Dioecesis Uruguaianensis) – diecezja Kościoła rzymskokatolickiego w Brazylii. Należy do metropolii Santa Maria wchodzi w skład regionu kościelnego Sul 3. Została erygowana przez papieża Piusa X bullą Praedecessorum Nostrorum w dniu 15 sierpnia 1910.